# I. liga 1962-1963
L'edizione 1962/63 del campionato cecoslovacco di calcio vide la vittoria finale del Dukla Praga.
Capocannoniere del torneo fu Karel Petros del Tatran Prešov con 19 reti.

## Classifica finale
|    | Classifica              | G  | V  | N  | P  | GF | GS | DR  | Pti |
| -- | ----------------------- | -- | -- | -- | -- | -- | -- | --- | --- |
| 1  | Dukla Praga             | 26 | 16 | 3  | 7  | 49 | 25 | +24 | 35  |
| 2  | Jednota Trenčín         | 26 | 12 | 8  | 6  | 36 | 24 | +12 | 32  |
| 3  | Baník Ostrava           | 26 | 14 | 3  | 9  | 47 | 33 | +14 | 31  |
| 4  | Slovnaft Bratislava     | 26 | 13 | 5  | 8  | 37 | 26 | +11 | 31  |
| 5  | Spartak Hradec Králové  | 26 | 11 | 5  | 10 | 38 | 36 | +2  | 27  |
| 6  | ČKD Praha               | 26 | 11 | 4  | 11 | 37 | 41 | -4  | 26  |
| 7  | Slovan CHZJD Bratislava | 26 | 10 | 5  | 11 | 45 | 40 | +5  | 25  |
| 8  | Spartak ZJS Brno        | 26 | 9  | 7  | 10 | 34 | 37 | -3  | 25  |
| 9  | Spartak Praga Sokolovo  | 26 | 7  | 10 | 9  | 33 | 32 | +1  | 24  |
| 10 | Tatran Prešov           | 26 | 10 | 4  | 12 | 46 | 46 | 0   | 24  |
| 11 | SONP Kladno             | 26 | 9  | 6  | 11 | 38 | 50 | -12 | 24  |
| 12 | Slovan Nitra            | 26 | 8  | 7  | 11 | 36 | 45 | -9  | 23  |
| 13 | Spartak LZ Plzeň        | 26 | 8  | 3  | 15 | 34 | 59 | -25 | 19  |
| 14 | Dynamo Praga            | 26 | 6  | 6  | 14 | 30 | 46 | -16 | 18  |

## Verdetti
- Dukla Praga campione di Cecoslovacchia 1962/63.
- Dukla Praga ammessa alla Coppa dei Campioni 1963-1964.
- Spartak Plzeň e Dynamo Praga retrocesse.